# 弘前大学教育学部附属特別支援学校
弘前大学教育学部附属特別支援学校（ひろさきだいがくきょういくがくぶふぞくとくべつしえんがっこう）は、青森県弘前市大字富野町にある国立特別支援学校。弘前大学教育学部の附属学校である。
1974年（昭和49年）4月1日に弘前大学教育学部附属養護学校として開校した後、2007年（平成19年）4月1日に弘前大学教育学部附属特別支援学校と改称した。

## 設置課程
- 小学部
- 中学部
- 高等部